# Clan Tamura
Pour les articles homonymes, voir Tamura.

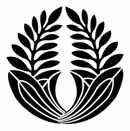
Emblème du clan Tamura. Le Ichinoseki Myōga mon.

Le clan Tamura (田村氏, Tamura-shi) est une lignée de daimyos du Japon qui a possédé, pendant l'époque d'Edo, le han d'Ichinoseki situé dans la province de Mutsu.

## Membres notables
1. Takeaki (1656-1708)
2. Nobuaki (1670-1727)
3. Muraaki (1707-1755)
4. Murasuke (1763-1808)
5. Muneaki (1784-1827)
6. Kuniaki (1817-1840)
7. Kuniyuki (1820-1857)
8. Kuniyoshi (1852-1887)
9. Takaaki (1858-1922)